# تبه جيك (طوت)
تبه جيك (بالكردية: Terentil‏) (بالتركية: Tepecik)‏ هي قرية كرديّة تتبع إداريّاً لمديرية طوت في محافظة أديامان التركية الواقعة في جنوب شرق الأناضول. وبلغ عدد سكانها 270 نسمة في عام 2021.